# Время развлечений
«Время развлечений» (фр. Play Time) — франко-итальянская комедия 1967 года режиссёра Жака Тати, с ним же самим в роли господина Юло. Одна из немногих комедий, которые регулярно фигурируют в списках величайших фильмов всех времён и народов.

## Сюжет
В значительной степени сымпровизированный на съёмочной площадке, фильм показывает уродливость современных мегаполисов. Шесть эпизодов фильма связаны постоянными столкновениями месье Юло с молодой американской туристкой.
- Аэропорт. Группа американских туристов прибывает в аэропорт Орли.
- Офисы. Месье Юло, у которого назначена встреча в офисном здании, теряется в лабиринте кабинетов и в конце концов оказывается на выставке.
- Выставка. Юло и американские туристы рассматривают новые изобретения: электрошвабру с фарами и бесшумную дверь.
- Квартиры со стеклянными стенами. Юло встречает старого друга, который приглашает его в свою ультрасовременную квартиру.
- Ресторан «Роял Гарден». Эпизод занимает почти всю вторую половину фильма. Юло случайно встречает человека, которого он искал весь день. Затем Юло встречает ещё одного старого друга, который приглашает его в новый ресторан, куда также направляются и американские туристы. Сквозным персонажем эпизода в ресторане является официант, которого отстраняют с самого начала, так как он не прошёл тренинг по обслуживанию, а в дальнейшем его используют сначала для мелкой помощи, а потом — его форменную одежду в качестве «запчастей».
- Автомобильная карусель. Юло покупает американской туристке сувениры. Автобус туристов возвращается в аэропорт.

## В ролях
- Жак Тати — месье Юло
- Барбара Деннек — американская туристка
- Жаклин Леконт — подруга туристки
- Франс Рюмилли — продавщица очков
- Валери Камиль — секретарь месье Лакса
- Эрика Денцлер — мадам Жиффар
- Николь Рей — певица в ресторане «Роял Гарден»

## Съёмочная группа
- Режиссёр: Жак Тати
- Оператор: Андреас Уиндинг, Жан Бадаль
- Сценарий: Жак Тати в сотрудничестве с Жаком Лагранжем, Арт Бухвальд (английские диалоги)
- Продюсер: Бернар Морис, Рене Сильвера
- Монтаж: Жерар Поликан
- Композитор: Франсис Лемарк, Джеймс Кэмпбелл, Дэвид Штейн
- Художник: Эжен Роман
- Кинокомпания: Jolly Film (Италия), Specta Films (Франция)

## История создания
Съёмки фильма длились с 1964 по 1967 год. Для съёмок была выстроена масштабная копия Парижа. При производстве использовалась новаторские для своего времени 70-миллиметровая плёнка и 6-канальный стереозвук. С целью экономии в некоторых эпизодах использованы гигантские фотографии для имитации интерьеров и архитектурных видов.
В 2002 году на восстановление фильма было затрачено 800 тысяч евро. Длительность новой версии составила 126 минут. Распространением «Времени развлечений», как и других фильмов Жака Тати, занимается компания Les Films de Mon Oncle.

## Награды и номинации
В 1969 году Жак Тати за фильм «Время развлечений» на VI Московском международном кинофестивале был награждён серебряной медалью.